# Бис(дихлорид трикарбонилрутения)
Бис(дихлори́д трикарбонѝлруте́ния) — карбонильный комплекс рутения состава [Ru(CO)3Cl2]2. Представляет собой бесцветные кристаллы, устойчивые на воздухе.

## Получение
- Реакция додекакарбонилтрирутения и хлороформа:

{\displaystyle {\mathsf {2Ru_{3}(CO)_{12}+CHCl_{3}\ {\xrightarrow {120^{o}C}}\ 3[Ru(CO)_{3}Cl_{2}]_{2}+...}}}

## Физические свойства
Плохо растворяется в хлороформе и дихлорметане. Хорошо растворяется в метаноле и тетрагидрофуране.

## Биологические свойства
Токсичен. При попадании в организм выделяет молекулярный газотрансмиттер — моноксид углерода, благодаря чему рассматривается в качестве одного из экспериментальных способов терапии раковых заболеваний.